# DDGS
DDGS (distillers dried grains with solubles), thường gọi là Bã rượu khô, là sản phẩm phụ của quá trình chiết xuất etanol từ ngũ cốc lên men. Trong quá trình lên men, tinh bột trong ngũ cốc được chuyển hóa thành etanol, CO2 và các thành phần khác. Sau khi chiết tách etanol, phần còn lại gọi là DDGS có hàm lượng các chất dinh dưỡng còn lại của tinh bột tăng lên 2 tới 3 lần so với ngũ cốc trước lên men. Do có hàm lượng chất dinh dưỡng cao, DDGS được sử dụng làm thức ăn hoặc nguyên liệu chế biến thức ăn cho vật nuôi.

## Sản xuất
Bã rượu khô được sản xuất tại các nhà máy sản xuất etanol công nghiệp. Là sản phẩm thu được sau khi chưng cất rượu etylic từ tinh bột đã lên men. Mặc dù là sản phẩm phụ (sau etanol), nhưng DDGS tươi còn lại chiếm đến 75% nguyên liệu đầu vào. Sau khi chiết xuất etanol, DDGS được cô đặc, sấy khô và đóng bao gói bảo quản để sử dụng làm thức ăn chăn nuôi.
Nguyên liệu phổ biến sản xuất DDGS là ngô. Ngoài ra, tại một số quốc gia không có thế mạnh về sản xuất ngô ở châu Âu, Bắc Mỹ, việc sản xuất DDGS được sử dụng từ lúa mì, lúa mạch, lúa mạch đen, lúa miến, cao lương ngọt...

## Thành phần dinh dưỡng
So với nguyên liệu đầu vào, DDGS chứa hàm lượng protein thô, amino acid, phosphor, các chất dưỡng chất khác lớn hơn. Tuy nhiên, tỷ lệ, hàm lượng các chất dinh dưỡng trong DDGS phụ thuộc vào chủng loại và chất lượng các nguồn nguyên liệu đầu vào. Thông thường, protein thô từ 23 - 30%, chất béo 2,9 – 12,8%, chất xơ trung tính (neutral detergent fibre) (NDF) từ 28,8 – 40,3%, chất xơ  axit (ADF) từ 10,3 – 18,1%, tro từ 3,4 – 7,3%, lysin từ 0,43 – 0,89%, methionin (met) từ 0,44 – 0,55%, threonin (thr) từ 0,89 - 1.16%, tryptophan (trp) từ 0,16 – 0,23%, calci là 0,06%, phosphor 0,89%. Trong số các khoáng chất trong DDGS, natri là kim loại có độ biến đổi lớn nhất từ 0,09 – 0,44%. 
DDGS không cung cấp nhiều vitamin, khoáng vi lượng (thiamine, riboflavin và các vitamin khác) nhưng chứa nhiều chất hoạt động sinh học như các nucleotide, mannanoologosacharids, beta-1,3/1,6-glucan, inositol, glutamin và các axit nucleic. Các hợp chất này giúp tăng cường khả năng miễn dịch và sức khỏe cho động vật. 
Tùy thuộc vào công nghệ chiết tách etanol, công nghệ sấy, nên DDGS có màu từ sáng đến màu tối; có mùi từ bình thường đến mùi khói. Khi sấy khô ở nhiệt độ cáo, DDGS có màu tối và mùi khói….